# Fengxi
Der Bezirk Fengxi (chinesisch 枫溪区, Pinyin Fēngxī Qū) ist ein Verwaltungsbezirk auf Kreisebene in der bezirksfreien Stadt Chaozhou im östlichsten Teil der chinesischen Provinz Guangdong. Er hat eine Fläche von 24 km² und zählt ca. 106.200 Einwohner.